# Хикс, Скотт
Роберт Скотт Хикс (англ. Scott Hicks; род. 4 марта 1953, Уганда) — австралийский кинорежиссёр, продюсер, сценарист. Наиболее известен как режиссёр фильма «Блеск», биографического фильма о пианисте Дэвиде Хельфготте. Хикс был номинирован на две премии «Оскар». Лауреат Премии Австралийской академии кинематографа и телевидения за лучшую режиссуру. Среди других его фильмов — экранизации романов Стивена Кинга «Сердца в Атлантиде» и Николаса Спаркса «Счастливчик».

## Биография
Хикс родился 4 марта 1953 года в Уганде. Его отец был инженером-строителем, семья жила в Кении, в окрестностях Найроби, затем переехала в Великобританию, когда Скотту было 10 лет, затем переехала в Аделаиду, когда Хиксу было 14 лет. В подростковом возрасте брал уроки фортепиано и научился читать ноты, но «не был готов уделять этому необходимое время».
В 16 лет Хикс поступил в Университет Флиндерса в Аделаиде, который окончил со степенью бакалавра искусств (с отличием) в 1975 году вместе со своей женой Керри Хейсен.
В 1970-х годах, еще будучи студентом, Хикс посещал многочисленные рок-концерты мировых исполнителей и фотографировал их на камеру Nikkormat. Фотографии, сделанные на концертах Rolling Stones (1973); Дэвида Боуи (1978); Боба Марли; Боба Дилана (1978), Дэвида Кэссиди (1974); The Police; и Рода Стюарта, были сохранены, некоторые фотографии были представлены по крайней мере на двух выставках: Misspent Youth (2015) и Scott Hicks — Behind the Velvet Rope (2022).
Режиссёрскую карьеру начал с музыкальных клипов, работал с WEA Records (Австралия) над несколькими проектами. Одним из них был Freedom (1982), полнометражный фильм, снятый в Аделаиде и окрестностях, в котором звучала музыка Дона Уокера из Cold Chisel и большинства участников группы, а вокал исполнял тогда еще неизвестный солист INXS Майкл Хатченс. Сингл «Speed Kills» / «Fascist Sounds» был выпущен WEA Records в 1982 году.
Снял три клипа для INXS, которые стали одними из первых австралийских клипов, появившихся на MTV: «Don’t Change» (1982), «Spy of Love» (1982), «To Look at You» (1983).
Сотрудничая с WEA, Хикс снял дорогостоящий для своего времени клип для южноавстралийской группы Vertical Hold на их третий сингл «Shotdown (In Love)» (1983). Для клипа он использовал 16-миллиметровую пленку.

### Кинокарьера
Свою кинокарьеру Хикс начал в качестве члена съёмочной группы различных художественных фильмов, затем самостоятельно снял несколько короткометражных и документальных фильмов. В 1975 году стал сорежиссером и продюсером часового художественного фильма Down the Wind. В 1986 году Хикс написал сценарий и снял телефильм «Зовите меня мистером Брауном». В 1993 году он снял популярный документальный сериал Submarines: Sharks of Steel.
Наибольшего признания добился как режиссер фильма «Блеск» (1996), байопика о пианисте Дэвиде Хелфготте. Исполнитель главной роли Джеффри Раш за актёрскую работу в картине удостоился премии «Оскар». Фильм был снят в Аделаиде по настоянию тогдашнего председателя Кинокорпорации Южной Австралии, бывшего премьера Дэвида Тонкина.
Первым фильмом Хикса на голливудской студии стал «Заснеженные кедры» (1999), снятый по одноимённому роману Дэвида Гутерсона. За ним в 2001 году последовал второй голливудский фильм — экранизация романа Стивена Кинга «Сердца в Атлантиде».
После работы над «Сердцами в Атлантиде» Хикс решил взять отпуск и насладиться жизнью дома. В это время он начал работать над телевизионной рекламой, которая пришлась ему по душе, ведь он работал с лучшими именами в этом бизнесе.
Спустя шесть лет Хикс снял свой третий голливудский фильм — «Вкус жизни», вышедший в середине 2007 года. После этого занялся более личным проектом — снял полнометражный документальный фильм о культовом композиторе Филипе Глассе Glass: A Portrait of Philip in Twelve Parts. Премьера фильма состоялась на Международном кинофестивале в Торонто в 2007 году. Гласс сказал Хиксу, что не был доволен фильмом, но для Хикса это была «работа, созданная с любовью».
В 2009 году он снял фильм «Мальчики возвращаются» с Клайвом Оуэном в главной роли, основанный на мемуарах Саймона Карра 2001 года The Boys Are Back in Town.
В 2014-15 годах Хикс снял документальный фильм «Highly Strung» о попытках Центра искусств Нгеринги получить четыре редкие и ценные скрипки Гваданьини для Австралийского струнного квартета (ASQ). Фильм был снят его женой Керри Хейсен и открывал кинофестиваль в Аделаиде в 2015 году. В фильме показаны взаимоотношения внутри ASQ, единственного в Австралии постоянно действующего квартета, богатой меценатки Ульрике Кляйн (основательницы Jurlique), которая покупает скрипки, и семьи музыкантов и дилеров из Нью-Йорка под названием The Carpenters (Дэвид, Шон и Лорен Карпентеры). О фильме он говорит: «Это был фильм о людях. О людях, которые одержимы тем, что они делают. Будь то музыканты, инвесторы, дилеры… все они одержимы». Он назвал Карпентеров «Кардашьянами музыкального мира».
Хикс является членом Академии кинематографических искусств и наук и Британской академии кино и телевизионных искусств.
В Библиотеке штата Южная Австралия хранятся документы о жизни и творчестве Хикса, в том числе документы, касающиеся его работы над многими художественными и документальными фильмами (оригинальные проекты сценариев и их разработка, переписка, производственные файлы, рекламные и маркетинговые файлы, вырезки из прессы и т. д.), начиная с 1970 по 2011 год. В сопроводительном описании к каталогу говорится: «Его документальные и художественные фильмы помогли вдохновить новое поколение австралийских режиссёров и актёров, рассказывая уникальные австралийские истории, которые определяют нас как народ».

### Личная жизнь
Женат на кинопродюсере Керри Хейсен. В браке родились двое сыновей, Скотт и Джетро.